# Soba Abura
Abura là một loại mì ramen có nguồn gốc từ quận Kitatatama của Tokyo vào những năm 1950. Nó được mô tả là một loại ramen khô, với nước tương đặc biệt và mỡ lợn ở dưới cùng của bát phục vụ. Sợi mì dày thường được phủ lên trên với các lát thịt heo chashu, măng menma, nori thái nhỏ, hành lá, tỏi băm và gia vị tiêu chuẩn là dầu ớt và giấm.
Ngoài ra còn có các lớp phủ khác, ít phổ biến hơn như trứng luộc, pho mát, rau củ bảo quản, mè hoặc tiêu đen. Món ăn đa dạng này có thể được tìm thấy ở rất nhiều quán ăn ramen trên khắp Tokyo.